# Prem Rawat
Prem Rawat, nacido en India, es conocido por haberse dedicado más de cincuenta años a recorrer el mundo presentando su mensaje de paz, por lo cual es reconocido como Embajador de la Paz por varias instituciones. En los últimos años también ha publicado dos libros, "Cuando el Desierto Florece" y "Escúchate". Su Fundación Prem Rawat (TPRF The Prem Rawat Foundation) le ayuda a difundir su mensaje pero también ofrece ayuda social y cursos de Educación para la Paz (PEP), que han tenido una gran repercusión en centros de estudio de todo nivel, prisiones, veteranos de guerra y asociaciones profesionales en más de setenta países, en los seis continentes, y traducidos a treinta y seis idiomas. 
Prem Rawat ha recibido numerosas distinciones por su trabajo a favor de la paz
como el de «Embajador de la paz»,
y el 28 de noviembre de 2011 como parte de la declaración del Parlamento Europeo ‘Pledge to Peace Archivado el 23 de marzo de 2018 en Wayback Machine.’ por su compromiso de promover un mensaje de paz y prosperidad universal como la verdadera riqueza de la humanidad.
Prem Rawat –62 años– celebró en 2016 el 50.º aniversario del inicio de su actividad. En aquel entonces era un niño de apenas 8 años acostumbrado a dirigirse al público desde los 4 años, cuando acompañaba a su padre –un respetado Maestro– por el norte de la India. Prem Rawat viajó desde India a Europa y América con 13 años de edad, y desde entonces no ha dejado de viajar dando conferencias por todo el mundo.

## Biografía

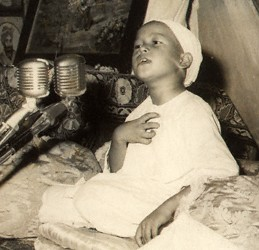
Prem Rawat a los ocho años, en 1966.

Prem Pal Singh Rawat nació en Kankhal, cerca de Haridwar (norte de India), donde transcurrió su niñez. Estudió en el colegio católico de enseñanza primaria St. Joseph's Academy, en Dehradun.
A los cuatro años comenzó a hablar en las reuniones en público de su padre, el maestro Hans Ji Maharaj
quien le enseñó técnicas de meditación a la edad de seis.
Tras la muerte de su padre en 1966, el joven Rawat asumió el papel de maestro con ocho años de edad, con los estudiantes y dando conferencias por el norte de la India.
A finales de los años sesenta, un pequeño grupo de jóvenes hippies, le instaron a viajar a Occidente, en donde, según le manifestaron, había otros esperando sus enseñanzas. En 1970 muchos de sus nuevos alumnos occidentales viajaron a India para conocerlo, estando presentes cuando anunció en una multitudinaria concentración en India (Delhi) su intención de llevar el mensaje a Occidente.
Aprovechando sus vacaciones escolares, viajó el 17 de junio de 1971 al Reino Unido, Canadá y Estados Unidos. Fue entrevistado en la BBC y habló en el primer festival de Glastonbury, en el que volvió a dar su mensaje de paz. Tras viajar a París y Heidelberg (Alemania), el 17 de julio voló a Los Ángeles iniciando una gira por ciudades de Estados Unidos
donde se estableció, nacionalizándose en 1977. Contrajo nupcias con la californiana Marolyn Johnson con quien tiene cuatro hijos.
Paulatinamente fue abandonando los contenidos religiosos de la tradición india
que tenía la organización de su padre, la Misión de la Luz Divina.
Durante los años setenta, Prem siguió con sus giras de conferencias y su labor empezó a ser reconocida oficialmente.
Volvió a India en octubre de 1980 y desde entonces sigue dando conferencias y asistiendo a actos públicos en lugares culturalmente tan diferentes como India, Japón, Taiwán, Costa de Marfil o Eslovenia y otros de América, Europa, África y Pacífico. Muchas de estas conferencias fueron emitidas vía satélite de manera regular durante años y más tarde por televisión e Internet.

## Enseñanzas
Su método nace a partir de la necesidad natural de cada individuo en hallar una plenitud que, según Prem Rawat, se encuentra volviendo la atención hacia el interior de cada uno, proporcionando una fuente constante de alegría y satisfacción personal. Las enseñanzas de Prem Rawat proceden de dos fuentes: la experiencia personal y las conferencias que imparte.
Su método se nuclea en Las llaves, una colección de vídeos gratuitos para las personas interesadas en aprender las técnicas del Conocimiento. Los demás materiales escritos y en vídeo se encuentran disponibles en Internet. Estructuradas en cinco programas, Las llaves son la primera recopilación oficial hecha por Prem Rawat.
Recientemente se lanzó una nueva recopilación oficial hecha por Prem Rawat llamada PEAK (Peace Education Program and Knowledge), a la que se puede acceder gratuitamente.

### El Conocimiento como método individual
Según varios estudiosos, sus enseñanzas arrancan de la tradición sat, en el norte de la India, que infravaloraba los rituales y dogmas a favor de la búsqueda de una experiencia interior. Según esta tradición,
el centro de estas enseñanzas descansan en un proceso de autodescubrimiento resumido en esta frase muy común en sus conferencias: «La paz que buscas está en tu interior». Prem Rawat dice que a través de su método de autoconocimiento se puede alcanzar una experiencia de paz, alegría y satisfacción. Para ello «tienes que aprender a enfocar tu atención de afuera hacia dentro».
Sostiene que su enseñanza es universal y que «el Conocimiento no tiene nada que ver ni con la India ni con Estados Unidos».
Hacia 1974, fecha de su matrimonio, empieza a romper con los moldes indios
y, según Andrea Ceigan, sus enseñanzas son interpretadas en un sentido más universal sin olvidar el aspecto personal.
Prem Rawat concibe el método del Conocimiento como un comprenderse a uno mismo, frente a un «saber» o conocimiento científico sobre la naturaleza.

### Lenguaje
Prem Rawat no argumenta ni articula entre sí los diferentes temas sobre los que habla, dado su lenguaje espontáneo, coloquial y no académico. Al no presentar un discurso estructurado en temas, sus enunciados no se amoldan a los conceptos de verdadero/falso o bueno/malo, de lo que se ocupa la lógica o la ética. 
Según Ole Grünbaum, Prem Rawat no habla desde una corriente filosófica o intelectual,
ni propone principios morales normativos, tampoco promueve un estilo de vida determinado. Su pensamiento está más próximo a la estética y al vitalismo que a una moral normativa. Suele utilizar la repetición, la metáfora y los símiles para explicar los valores que mueven su discurso, así como frecuentes narraciones cortas para ilustrar su mensaje.

### Ideario
Según se recoge de sus conferencias, y en especial de su último libro "Escúchate", Prem Rawat sitúa lo atemporal e inmutable, en una dimensión física de la vida; no lo concibe como una realidad fuera de este mundo.
Habla de un lugar físico dentro del cuerpo donde se puede encontrar la paz. No es necesario prescindir del bienestar físico ―al que llama prosperidad― ni renunciar a lo material para obtener las ventajas que ofrecen sus enseñanzas.
No hay incompatibilidad entre lo espiritual y lo terrenal o mundano Las enseñanzas tienen una dimensión humana.
Otro aspecto práctico de su ideario es la ayuda que sus alumnos le brindan en dar a conocer su mensaje a otras personas.
Según Eva Peña, su enseñanza de la paz es una enseñanza práctica
por tratarse de valores, no de ideas.

### Valores
Según Andrea Ceigan, las enseñanzas de Prem Rawat pueden producir cambios en la valoración que las personas tienen sobre la vida, la paz y otros valores relacionados con estos.
Andrea Ceigan habla de una jerarquización de valores que nos orienta para entender el pensamiento de Prem Rawat.
Encabezando los valores que aparecen en sus conferencias tenemos: el anhelo de plenitud,
la apreciación por la vida cobra más importancia que el valor mismo de la paz.
Los valores de la identidad ―la vuelta a casa―, la alegría y la comprensión aparecen en el mismo contexto que la paz.
La felicidad como fruto de la paz interior y del Conocimiento,
la sencillez como factor para encontrar la propia identidad en el ser,
la ayuda mutua para progresar,
y la sed como interés y búsqueda que lleva al estudiante a profundizar y a interesarse por conocerse a sí mismo. Aunque Prem Rawat se dirige a las personas como individuos,
los valores de sus enseñanzas son aplicables a todo ser humano. Los valores universales de la paz personal aparecen en su discurso como contrapunto a la violencia, por su capacidad de reducir los niveles de violencia estructural (competitividad, violencia del poder e insatisfacción personal)

### La enseñanza del valor de la paz como armonía
Prem Rawat expone, en sus conferencias y entrevistas, el valor de la paz como un sentimiento inherente al ser humano.
No habla de paz política o social.
El elemento emocional no convierte su aprendizaje –descubrimiento- en algo irracional en el sentido de absurdo ya que exige la reflexión y la autocrítica en el alumno, que debe valorar si lo que enseña Prem Rawat es valioso y aplicable a su vida individual y en su relación con los que le rodean. Otro aspecto de este concepto de paz interior, es su relación con la idea de armonía. Emilio Colombo, hablando de valores, expone que la armonía es el espíritu de la Ley, su fundamento; y distingue la paz social derivada del ejercicio de la ley, de la armonía como equilibrio interior y fundamento de la paz social.

## Actividades a partir del año 2000: Proyección social

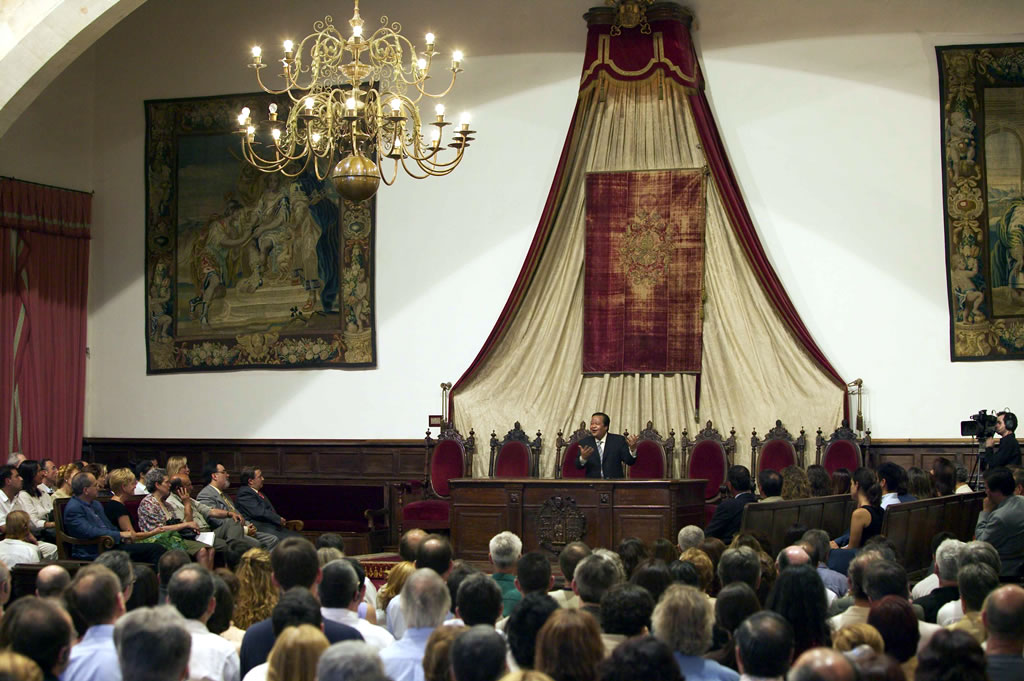
Prem Rawat en la Primera Conferencia sobre la Paz, en la Universidad de Salamanca, en España, el 30 de junio de 2003.

Hacia el año 2000 se observa un cambio en las actividades de Prem Rawat, no en el contenido del mensaje que se mantiene centrado en la paz individual, sino por los foros e instituciones en los que ahora se le invita a dar conferencias, y también por una mayor proyección social de su mensaje y la actividad humanitaria de la Fundación que lleva su nombre. Según Ceigan, su mensaje de paz adquiere una nueva dimensión por el número de oyentes que escuchan sus conferencias.
Los motivos de este cambio parecen ser debidos, según indica Ceigan, a un público más amplio y a una madurez en la generación que le escuchaba en la India y en Occidente en los años setenta que ahora se han insertado en el sistema. Los alumnos de aquella generación ahora tienen entre 50 y 60 años.
El discurso de esta época recoge alusiones a una mayor responsabilidad de los individuos en la tarea de la paz.
Ante los rotarios del Rotary Internacional Worldwide expuso su concepto de éxito y de que si deseamos atraer la paz a los demás ha de empezarse por uno mismo.
En 2001, crea la TPRF (The Prem Rawat Foundation: Fundación Prem Rawat) con el objetivo de realizar ayuda humanitaria a países en situaciones de catástrofes naturales.
TPRF (Fundación Prem Rawat) comenzó el "Programa de Educación para la Paz" (PEP) en 2007. Este programa consiste en una serie de talleres diseñados para ayudar a las personas a descubrir tanto los recursos propios tales como fuerza interior, capacidad de elegir y esperanza, como la posibilidad de una paz personal. El PEP ha atraído particularmente la atención por su éxito en mantener un bajo índice de reincidencia en internos de instituciones penitenciarias una vez que estos son puestos en libertad.
El programa ya se había seguido en 28 prisiones de 10 países, tales como Australia, España, Estados Unidos, India, Irlanda, Reino Unido y Sudáfrica.
En 2015, el documental sobre el PEP, 'Inside Peace' dirigido por Cynthia Fitzpatrick, fue galardonado en seis festivales diferentes.

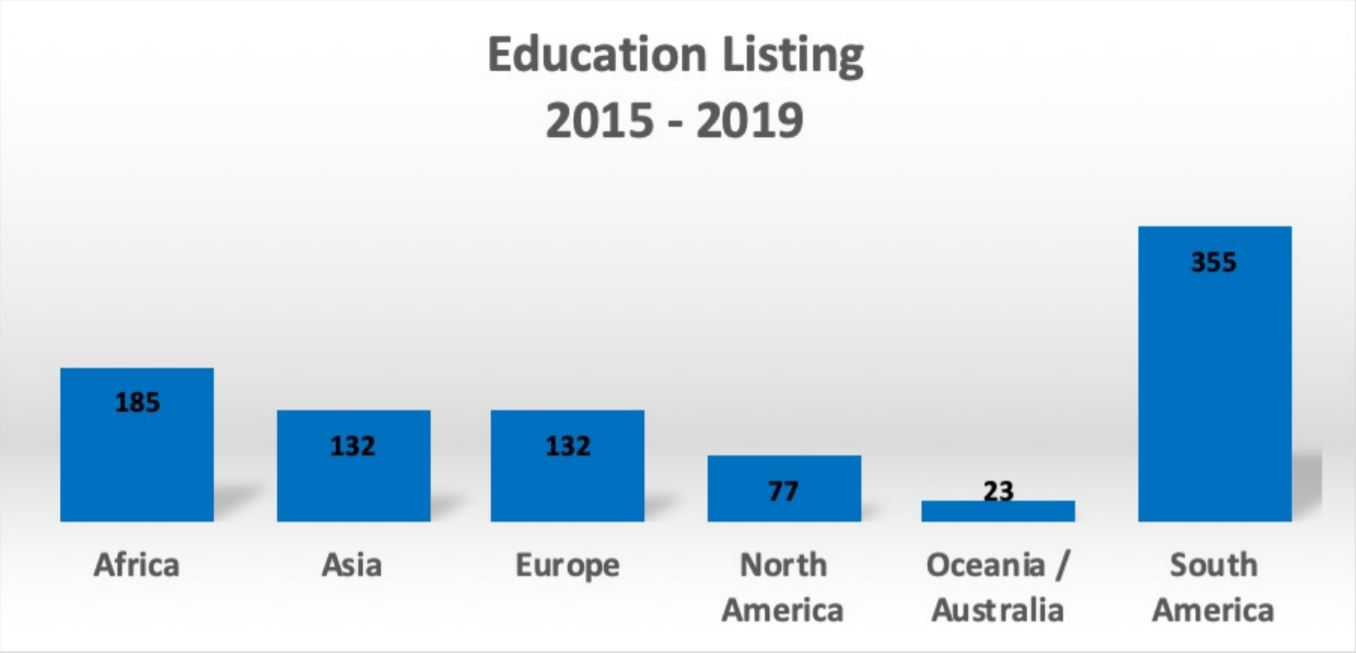
Estadísticas recientes de Talleres del Programa de Educación para la Paz en el mundo.

Desde 2002 se inicia una serie de ayudas humanitarias. El 12 de septiembre de 2002, pronunció un discurso en el Centro de Conferencias de las Naciones Unidas de Bangkok, Tailandia. En 2003, hizo una gira por diversas universidades: Nova Southeastern en Florida, Universidad de Colorado, Berkeley, Universidad de Salamanca en España, Griffith en Australia y Universidad de Harvard
entre otras. Desde comienzos de siglo ha sido entrevistado en diversas cadenas de televisión;
Carmen Posadas en La Razón -25 de junio de 2004. Marta Robles en Telemadrid en 2007.
El 7 de julio de 2004, intervino en el Parlamento italiano (Salón de Conferencias de la Cámara de los Diputados de Italia, en el Palazzo Marini).
En 2005, en el 60 Aniversario de la ONU (Asociación de Naciones Unidas) de San Francisco, en el Herbst Theater de San Francisco. Cabe destacar "El viaje Interior", del periodista de la CNN Burt Wolf
Entre 2005 y 2010, continuó con sus giras anuales por Asia, América y Europa,
intensificando su labor humanitaria y social a través de los programas "Food for People" (comida para la gente) y el "Programa de Educación para la Paz" (PEP).
En 2009, Rawat fue nombrado "Embajador de la Paz" para la región de Basilicata en Italia. En 2010, habló en la conferencia "Palabras de Paz para Europa" celebrada en Bruselas, invitado por Gianni Pittella, Vicepresidente del Parlamento Europeo.
En 2011, volvió a hablar en Bruselas en la conferencia: "La paz y la prosperidad. Fundamentar los valores de la Unión Europea".
En septiembre de 2012 fue galardonado en Malasia con el premio Asia Pacific Brands Foundation Lifetime Achievement, "por su contribución en defensa y promoción de la paz mundial".
En junio de 2014, asistió a dos eventos en Londres. En uno de ellos ante el Parlamento del Reino Unido, presentó la Declaración de Intenciones del Parlamento Europeo de 2011: el «Compromiso de Paz», para promover las actividades locales en el Día de la Paz de las Naciones Unidas, el 21 de septiembre.
En el segundo evento en el Premio del Agua y Alimentación (The Water and Food Award, WAF) en el Westminster Hall de Londres, Prem Rawat ofreció el discurso de apertura y junto con la Princesa Basma Bint Ali de Jordania fue patrono de este premio. WAF reconoce innovaciones para la mejora del medio ambiente. El premio en 2014 fue entregado a un equipo de Zimbabue.

## Mensaje
El mensaje de Prem Rawat tiene carácter individual y valor social
La corroboración a su labor viene de personas e instituciones por la importancia de su dimensión social. En la última biografía de Rawat, escrita por la escritora Andrea Cagan (que en la traducción al idioma español fue bautizada «Andrea Ceigan») se recogen declaraciones que se expresan a título personal:
- Helen Disney, presidenta de la «Asociación de la ONU» (una asociación privada cuyo nombre real es «United Nations Association of Australia Inc.», no relacionada directamente con la ONU (Organización de las Naciones Unidas).[73]
- Laurie Salas, exvicepresidenta de la Federación Mundial de Asociaciones de las Naciones Unidas.
- Mahendra Swarup, presidente ejecutivo de la fundación Times.
- Paul Mcdonald, director ejecutivo del Comité para el Desarrollo Económico de Australia.
- Neil Evans, empleado de comunicaciones en Microsoft Corporation.
- Fernando Mauro Trezza, presidente de la Asociación Brasileña de la Comunidad de Cadenas de Televisión.
- Prof. Ron Geaves, profesor en la Universidad de Chester.
- Manu Leopairote, director de la rama tailandesa de la APO, presidente de la Autoridad Petrolera de Tailandia y «secretario permanente del Ministerio de Industria de Tailandia» (cargo inexistente actualmente).[74]

En la solapa del libro se puede leer más declaraciones sobre Prem Rawat:
- «Lo que me fascina del mensaje de Prem Rawat es que él habla de la posibilidad que tiene cada persona de encontrar en su interior una paz y una felicidad que no dependen de las circunstancias» (Emilio Colombo [1920], ex primer ministro de Italia [1970-1972] y expresidente de Parlamento Europeo [1977-1979].
- «Estoy profundamente impresionado por la magnitud del reconocimiento que Prem Rawat ha recibido por todo el mundo. Millones de personas han acudido a él en busca de inspiración. Ha recibido honores en muchas ciudades y se le ha invitado a hablar en algunos de los foros más prestigiosos» (S. Haribhakti, presidente de la Cámara de Comercio Mercantil de la India).
- «Durante los últimos cuarenta años ha llevado a cabo un esfuerzo constante por enseñar una lección de paz... transmite un mensaje de alegría a la sociedad y que la sociedad puede poner en práctica» (Shri Bhairon Singh Shekhawat, vicepresidente de la India).

## Valoración crítica
Una abierta aproximación crítica al Lenguaje, Ideario y Mensaje de los apartados de arriba se podría resumir en estos apartados:
-- Discurso y materiales escritos sin un desarrollo lógico. Eso impide clasificarlo en una corriente de pensamiento neoplatónica o religiosa puesto que no se observan creencias trascendentes. Dado que sus charlas tratan de contenidos de conciencia se vuelve inviable una valoración objetiva y racionalista de su ideario. A su favor puede decirse que utiliza las vivencias cotidianas, mediante ejemplos, como punto de partida para una reflexión discursiva en vez de hacerlo desde principios morales o creencias espirituales.   
-- Enseñanzas no originales. Desde el "conócete a ti mismo" socrático a una escala valorativa, todo su contenido intelectual lo encontramos en la filosofía de Occidente y en el pensamiento oriental. El concepto del ser, la valoración de la existencia, el problema del sufrimiento, entre otros temas, son expuestos de una forma muy cercana al público en un lenguaje de la calle.
-- No se observan contradicciones entre sus enseñanzas y la práctica de sus técnicas de meditación puesto que no propone ningún tipo de renuncia ascética ni un estilo de vida determinado para realizarlas con éxito. Tampoco se deduce de sus charlas ningún tipo de ética, bien hedonista, utilitarista o materialista.
-- En sus materiales audiovisuales y escritos, Prem Rawat insiste en que él es capaz de mostrar individualmente lo que llamaríamos el "ser socrático" a través de una experiencia personal. Esto impide poder expresar dicha experiencia en palabras y también poder comprobarlo objetivamente. Solo disponemos al respecto de los comentarios que aparecen en el apartado de arriba, "Mensaje".     
-- Críticas individuales: Desde los años 70 se le ha criticado que viaja en avión privado. Algunos desconfían de la sinceridad de su contenido y otros manifiestan que se han sentido manipulados. 
Ha sido criticado por «falta de contenido intelectual en sus discursos públicos», aunque Rawat siempre ha manifestado que él no ofrece un contenido intelectual sino práctico:

Hasta el día de hoy, la gente me ve como quiere verme. Después de todo, me imagino que es bastante inconveniente ver las cosas como realmente son. Yo he evolucionado, pero mi mensaje permanece igual. Por fuera, he cambiado pero, en mi interior, ese algo sigue siendo lo mismo.
Prem Rawat